# Aphantopus supernumeraria
Aphantopus supernumeraria är en fjärilsart som beskrevs av Hermann Stauder 1922. Aphantopus supernumeraria ingår i släktet Aphantopus och familjen praktfjärilar. Inga underarter finns listade i Catalogue of Life.